# Narodni park Altjagač
Narodni park Altjagač (azerbajdžansko Altıağac Milli Parkı) je narodni park v Azerbajdžanu. Ustanovljen je bil na območju 11.035 hektarjev (110,35 km2) v upravnih okrožjih Khizi rajon in Siazan rajon 31. avgusta 2004. Od glavnega mesta Baku je oddaljen približno 120 km.
Ustanovljen je bil z namenom obnoviti bogato pestrost flore in favne v regiji. Večino parka pokrivajo gozdovi listavcev.

## Rastlinstvo in živalstvo

### Rastlinstvo
Območje Altjagač je 90,5 % pokrito z listopadnimi in mešani gozdovi zmernega pasu. Glavne vrste dreves so perzijska bukev (Parrotia persica), kavkaški hrast (Quercus macranthera), kavkaški jesen (Fraxinus angustifolia subsp. oxycarpa), navadni gaber (Carpinus betulus), kraški gaber (Carpinus orientalis), orientalska bukev (Fagus orientalis), srebrna breza (Betula pendula), navadna breza (Betula pubescens) itd.
Grmovne vrste, ki se pojavljajo na tem območju, so raznolistni glog (Crataegus heterophylla), navadni šipek (Rosa canina), navadna robida (Rubus fruticosus) itd.

### Živalstvo
Narodni park je dom redkega vzhodnokavkaškega tura (Capra cylindricornis), gorske kozje antilope, ki jo najdemo le v vzhodni polovici Kavkaškega gorovja. Drugi veliki sesalci, ki jih najdemo tukaj, so ris (Lynx lynx), rjavi medved (Ursus arctos), divja svinja (Sus scrofa), volk (Canis lupus), evrazijski šakal (Canis aureus), pragozdna mačka (Felis chaus), navadna lisica (Vulpes vulpes), srna (Capreolus capreolus), jazbec (Meles meles) in vidra (Lutra lutra) itd.